# چاتال‌دره (اردهان)
چاتال‌دره (به ترکی استانبولی: Çataldere، به ارمنی: Կունզուլուտ، به کردی: Qonzûlût) یک منطقهٔ مسکونی در ترکیه است که در اردهان واقع شده‌است.